# AB Landsverk
Landsverk (AB Landsverk) werd opgericht in 1872 onder de naam Firman Petterson & Ohlsen. Het was een zware industrie die treinwagons, havenkranen en agrarische machines produceerde. Het bedrijf was gevestigd in Landskrona, Zweden.

## 1872-1939
Aan het einde van de jaren 1920 ging het bedrijf bijna failliet, maar ter ontwijking van de beperkingen voor Duitse industrie door het verdrag van Versailles werd, door tussenkomst van een Nederlands schaduwbedrijf, door het Duitse Gutehoffnungshütte Aktienverein für Bergbau und Hüttenbereich Oberhausen (GHH) geïnvesteerd in het bedrijf, en kwam in het bezit van 50% van de aandelen.
In 1923 produceerde het bedrijf enkele agrarische voertuigen op rupsbanden, gebaseerd op een Amerikaans design. Twee jaar later, in 1925, wist het Duitse GHH zijn bezit uit te breiden naar 61% van de aandelen. Drie jaar later werd de naam veranderd in AB Landsverk. In 1929 werd de Duitse ingenieur Otto Merker aangesteld om met Landsverk bepantserde voertuigen te gaan ontwikkelen. Enkele Duitse prototypes werden in Landskrona geproduceerd waaronder de L-5. Deze kon zowel rijden op wielen als op rupsbanden. In 1930 bestelde het Zweedse leger een bepantserd voertuig voor tests, en enkele jaren later nog drie lichte tanks, die ook zowel op wielen als op rupsbanden kon rijden. Landsverk bouwde ook enkele L-120 tanks in de jaren 1930. Één daarvan werd geëxporteerd naar Noorwegen. Het was de eerste tank die het Noorse leger in bezit had. 
In 1933 bestelde Litouwen zes, en in 1935 bestelde Nederland twaalf L-181 voertuigen. In 1937 bestelde Nederland nog veertien L-180 pantserwagens. Landsverk presenteerde in 1934 de L-60, de eerste tank met torsie-bar ophanging. Er was nog een beperkte export naar landen zoals Denemarken en Finland. Hongarije mocht de L-60 onder licentie bouwen. Zij noemden die Toldi. Landsverk ontwikkelde nog de Landsverk anti-II, dat was een mobiel luchtdoelgeschut op basis van de L-60.

## Tweede Wereldoorlog en daarna
Tijdens de Tweede Wereldoorlog ontwierp en produceerde Landsverk de meeste tanks voor het Zweedse leger. Aan het einde van de Tweede Wereldoorlog werd Landsverk in beslag genomen door de Zweedse staat, omdat Landsverk door de Duitse autoriteiten in Duits bezit was gekomen. Het bedrijf werd verkocht aan Kockums voor een bedrag van 6,5 miljoen. In 1953 werd er gestopt met het produceren van treinwagons. Aanhoudende economische problemen zorgden ervoor dat zowel de gieterijen en de kraan productie werden stopgezet in 1967. In 1968 veranderde het bedrijf zijn naam in Kockum Landsverk-AB. 
In verband met de scheepsbouwcrisis werd het bedrijf in 1979 overgenomen, en werd het een dochteronderneming van Kalmar Verkstad AB. Het aantal werknemers daalde van 3100 naar 1400. In 1982 werd het bedrijf weer overgenomen door Volvo BM. In 1991 werd besloten om de fabriek in Landskrona, die op dat moment alleen maar vrachtwagens produceerde, te ontmantelen en te verplaatsen naar Polen.

## Fabricage

### Krijgsmateriaal
- Lichte tanks
  - 1930 L-100
  - 1930 m/21-29
  - 1931 L-10
  - 1931 L-30
  - 1933 L-110
  - 1933 L-80
  - 1934 L-60
  - 1936 L-120
  - 1957 Strv/74
  - 1969 Ikv 91

- Medium tanks
  - 1936 Strv m/42 (Lago II-III-IV)
  - 1938 L-60 S/II
  - 1940 L-60 S/III
  - 1940 L-60 S/IV
  - 1941 Lago m/42
  - 1942 L-60 S/V
  - 1961 Strv 103

- Mobiele artillerie
  - 1941 Lvkv Anti II
  - 1943 Lvkv fm/43
  - 1943 Pvkv m/43
  - 1949 Pbv T fm/49
  - 1952 Ikv 53
  - 1953 Ikv 72
  - 1955 Ikv 103
  - 1956 Ikv 102
  - 1962 Lvkv VEAK
  - 1964 Bandkanon 1
  - 1964 Lvkv VEAK

- Pantserwagens
  - 1930 L-170
  - 1932 L-190 (mc)
  - 1933 L-181
  - 1933 L-185
  - 1935 L-180
  - 1935 L-182
  - 1938 Pansarbil m/39 Lynx
  - 1938 L-210 (mc)
  - 1943 Terrängbil KP
  - 1957 Unimog

- Artillerietraktoren m.m. 
  - 1934 Artilleritraktor L-131
  - 1934 Artilleritraktor L-132
  - 1936 Artilleritraktor L-135
  - 1938 Artilleritraktor L-135S
  - 1934 Ammunitionstransportvagn Siam
  - 1934 Strålkastarvagn SIA
  - 1942 (Artilleri)bandtraktor Allis-Chalmers M
  - 1944 Pansarmotorsläde Sländan
  - 1957 Pbv 301
  - 1965 Pbv 302

- Prototypen  
  - 1929 lätt strv L-5
  - 1934 lätt strv Landsverk 100
  - 1933 Pvkv L-101
  - 1955 Stridsvagn KRV
  - 1957 Bandkanon VK 155

### Civiele machines
- Kabelgraafmachines
  - 1946 LA-5
  - 1948 LB-5
  - 1950 L-65
  - 1950 LA-4
  - 1951 L-40
  - 1953 L-40H
  - 1953 L-50
  - 1954 L-57
  - 1957 L-47
  - 1957 L-67
  - 1959 L-77
  - 1960 L47H
  - 1960 L-58
  - 1960 L-85
  - 1961 L-190
  - 1965 KL-210
  - 1965 KL-230
  - 1965 KL-250
  - 1965 KL-260
  - 1965 KL-290
  - 1967 KL-235
  - 1956 Släpgrävmaskin Marion

- Hydraulische graafmachines
  - 1966 KL-100-125
  - 1968 KL-130
  - 1969 KL-121
  - 1969 KL-130H
  - 1971 KL-121B
  - 1972 KL-132

- Wielladers
  - 1961 LS-17
  - 1964 LS-2A
  - 1964 KL-520
  - 1967 KL-560

- Dumpers 
  - 1967 KL-410
  - 1968 KL-411
  - 1970 KL-411B
  - 1973 Kockum 412
  - 1973 Kockum 412C
  - 1973 Kockum 412T
  - 1979 Kockum 414
  - 1980 KL-318/328
  - 1981 Kockum 414B

- kipper
  - 1961 LT-18
  - 1963 LT-2A
  - 1965 KL-420
  - 1967 KL-440
  - 1972 KL-442
  - 1974 KL-424
  - 1975 KL-425
  - 1975 Kockum 445
  - 1976 Kockum 435
  - 1977 Kockum 442B
  - 1979 Kockum 425B
  - 1980 Kockum 4170
  - 1981 Kockum 540
  - 1982 Kockum 565
  - 1982 Kockum 555
  - 1984 Volvo 425C
  - 1984 Volvo 442C
  - 1985 Euclid R 32
  - 1987 Euclid R 50
  - 1988 Euclid R 35

- Kranen 
  - 1948 Rälskran LB-5R
  - 1950 Rälskran LR-58
  - 1951 Rälskran LR-60
  - 1953 Rälskran LR-70
  - 1954 Rälskran LR-65
  - 1955 Mobilkran L-65G
  - 1955 Mobilkran L-40G
  - 1966 Mobilkran KL-310

- Traktoren m.m. 
  - 1921 Bandtraktor Styr
  - 1942 Bandtraktor "M"
  - 1944 Traktor LM
  - 1945 Traktor LL
  - 1959 Bandschaktare Vickers Vigor
  - 1962 Traktorgrävare Falk
  - 1963 Skogsmaskin KL 820
  - 1965 Traktorgrävare KL
  - 1972 Skotare KL 875
  - 1973 Skotare KL 850

- Prototypen  
  - 1943 Skogsbrandvagn

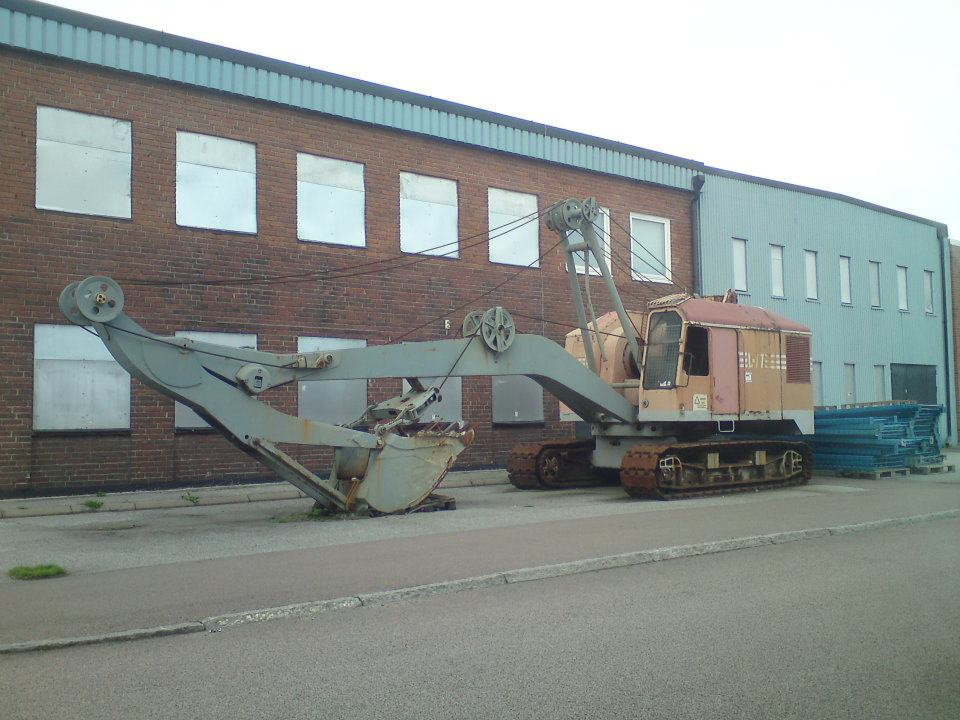
Een KL-230 kabelgraafmachine uit 1965.

  - 1965 Prototyp L-65 Hydraulgrävare
  - 1967 KL-130 prot.